# Georg Nørregård
Georg Pedersen Nørregård (24. august 1904, Nørre Vedby - 13. februar 1988) var en dansk historiker, filosof, forfatter og professor.
Nørregård blev født i Nørre Vedby på Nordfalster i en husmandsfamilie. Han fik flere legater og med økonomisk støtte fra borgerne i hjembyen lykkedes det ham at komme til København, hvor han blev cand.mag. i dansk og historie i 1928 med afhandlingen Danmark og Wienerkongressen 1914-15. Han blev herefter ansat ved Instituttet for Historie og Samfundsøkonomi. Han studerede på King's College London fra 1930-1931.
I 1963 blev han udnævnt til professor på Aarhus Universitet. I 1977 publicerede han et tobinds værk om Nykøbing Falster historie.
I januar 1988 udkom hans biografi om den danske forfatter Karl Gjellerup. Kun en måned senere døde Nørregård. Han blev begravet på Nørre Vedby Kirkegård i hjembyen på Falster.